# Ростовцев, Никита Фёдорович
Никита Фёдорович Ростовцев (1895—1987) — советский учёный в области животноводства, академик ВАСХНИЛ, Герой Социалистического Труда (1975).

## Биография
Никита Фёдорович Ростовцев родился 26 сентября 1895 года в деревне Воздремо (ныне — Щёкинский район Тульской области). Окончив два класса школы, работал на текстильной фабрике.
В 1915 году Ростовцев был призван на службу в царскую армию. Участвовал в боях Первой мировой войны.
После Октябрьской революции и установления Советской власти пошёл на службу в Рабоче-Крестьянскую Красную Армию. Участвовал в Гражданской войне. Демобилизовавшись, служил в органах ВЧК, участвовал в подавлении крестьянского восстания на Тамбовщине.
Окончил Комвуз, Ростовцев уехал в Москву.
В 1935 году он окончил Московский мясомолочный институт и стал работать на высоких должностях в животноводческой отрасли СССР.
В 1940—1955 годах возглавлял Главное управление племсовхозов Министерства совхозов СССР, в 1955—1956 годах был заместителем министра совхозов СССР. В начале Великой Отечественной войны руководил эвакуацией скота из областей, которым грозила немецкая оккупация. После окончания войны активно участвовал в создании новых племенных совхозов в западных республиках СССР и Западной Сибири. Активно участвовал в разработке и внедрении многих передовых на тот момент методов животноводства, было значительно улучшено качество продукции животноводства и расширен её ассортимент. Кроме того, руководил разработкой метода искусственного осеменения коров. В 1952 году Ростовцев защитил докторскую диссертацию, в 1956 году был избран академиком ВАСХНИЛ, долгие годы был членом президиума этой академии. Являлся автором более чем 400 научных работ, в том числе 12 книг и брошюр, некоторые из них были переведены на другие языки.
В 1967 году Ростовцеву было присвоено звание заслуженного деятеля науки РСФСР.
Указом Президиума Верховного Совета СССР от 26 сентября 1975 года за «большие заслуги в научно-производственной деятельности в области животноводства и в связи с 80-летием со дня рождения» Никита Фёдорович Ростовцев был удостоен высокого звания Героя Социалистического Труда с вручением ордена Ленина и медали «Серп и Молот».
Проживал в Москве.

Могила на Кунцевском кладбище

Скончался 21 апреля 1987 года, похоронен на Кунцевском кладбище Москвы.
Был награждён тремя орденами Ленина, орденами Октябрьской Революции, Трудового Красного Знамени, Красной Звезды и «Знак Почёта», рядом медалей, в том числе тремя золотыми медалями ВДНХ СССР.